# Мартин Идън
Вижте пояснителната страница за други значения на Мартин Идън.
,,Мартин Идън" е роман на американския автор Джак Лондон за пролетарски самоук младеж, който се бори да стане писател. Първоначално излиза като поредица в списанието Pacific Monthly от септември 1908 до септември 1909, а като самостоятелна книга е издаден от Macmillan през септември 1909.
Мартин представлява чувството на безсилие на писателите в борбата им с издателите, спекулирайки, че когато той изпраща по пощата своите ръкописи, „хитра зъбчата машина“ веднага го пуска в нов плик и го връща автоматично, придружено с писмо за отказ. Централната тема за развиващата се артистична чувствителност на Мартин поставя романа в традицията на Künstlerroman, в който се разказва за формирането и развитието на един художник.
Идън се различава от Лондон по това, че отхвърля социализма, атакувайки го като „моралът на роба“, а се позовава на Ницшеанския индивидуализъм. В бележка до Ъптън Синклер, Лондон пише, „Един от мотивите ми в тази книга е атака на индивидуализма (чрез личността на героя). Трябва доста да съм оплескал нещата, защото нито един критик не я откри.“

## Сюжет
Внимание:  Текстът по-долу разкрива сюжета на произведението (или части от него)!
Живеещ в Оуклънд в началото на ХХ век, Мартин Идън се бори да се издигне над своите мизерни, пролетарски обстоятелства чрез интензивно и страстно самообучение, с надеждата да заеме място сред литературния елит. Основна движеща сила за него е любовта му към Рут Морз. Тъй като Мартин е груб, необразован моряк от низините на работническата класа , а госпожица Морз е от буржоазно семейство, един евентуален съюз между тях би бил невъзможен, докато той не постигне тяхното ниво на богатство и финес.
В продължение на две години, Идън обещава на Рут, че успехът ще дойде, но точно преди това да се случи, Рут губи своето търпение и разваля годежа им с писмо, казвайки, „ако само бяхте започнали някоя работа ... и се бяхте опитали да направите нещо за себе си“. По времето, по което Идън спечелва благоразположението на издателите и на буржоазията, които дотогава са го отхвърляли, той вече се е озлобил срещу тях и е преситен от тежък труд и несподелената любов. Вместо да се наслаждава на успеха си, той се оттегля в тихо безразличие, прекъсвано само от размисли за фалшивата учтивост на буржоазното общество или за да дарява от своето богатство на своите приятели от работническата класа и на семейството си.
Романът завършва със самоубийството на Мартин Идън чрез удавяне, което е допринесло за това, което изследователят Кларис Щарц нарича „биографичен мит“, че самата смърт на Джак Лондон също е самоубийство.
Най-възрастната дъщеря на Лондон Джоан коментира, че „като игнорираме трагичния край“, книгата се определя като „успешна история... която не само вдъхновява поколение от млади автори, а и много други, които нямат цел или усърдие, но все пак достигат целите си с борба“.

## Главни герои

### Мартин Идън
Бивш моряк от низините на работническа класа, който се влюбва в младо момиче от буржоазията – Рут, и който се самообучава, за да стане писател, стремейки се да спечели нейната ръка.

### Рут Морз
Младо момиче от буржоазията, завършила университет, омайва Мартин. Въпреки че в началото е едновременно привлечена и отблъсната от произхода му, в крайна сметка тя решава, че го обича. Те обявяват своя годеж с условието, че няма да могат да се оженят, докато нейните родители не одобрят неговия финансов и социален статус.

### Лизи Конъли
Работничка в консервна фабрика, която е отхвърлена от Идън, който вече е влюбен в Рут. Първоначално, докато Идън се стреми към самообучение и култура, загрубелите ръце на Лизи му изглеждат по-нисши в сравнение с тези на Рут. Въпреки това, Лизи му остава предана. Той чувства привързаност към нея, защото тя винаги го е обичала за това какъв е той, а не заради славата или парите, както Рут.

### Джо Доусън
Началник на Идън в пералнята, който печели Мартин със своята жизнерадостност и способност за работа, но му липсва каквато и да е амбиция за самоусъвършенстване. По-късно той се отвращава от работата в пералнята и става скитник.

### Брисъндън
Болнав поет, който окуражава Идън да се откаже от писането и да се завърне към морето преди градския живот да го е погълнал напълно. Брисъндън е отдаден социалист и запознава Идън с група любители философи, които той нарича „истинска тиня“. Неговата последна творба, поемата "Еднодневка", е публикувана със съдействието на Мартин след самоубийството на Брисъндън. Поемата е публикувана, променена и осакатена от редакторите, но въпреки това предизвиква литературна сензация. 

## Основни теми

### Социална класа
Социалната класа, видяна чрез гледната точка на Мартин Идън, е много важна тема в романа. Идън е моряк от низините на работническата класа, който се чувства неудобно, но в същото време е вдъхновен от първите си срещи с буржоазното семейство Морз. Когато се самоусъвършенства, той открива, че се е дистанцирал от своята работническа среда, отблъснат от ръцете на Лизи. Накрая, когато Идън открива, че образованието му е надминало доста това на буржоазията, което той е търсил, започва да се чувства изолиран както никога. Пол Берман коментира, че Идън не може да съчетае своята настояща „цивилизована и чиста“ същност с „юмручния варварин“ от миналото и че тази невъзможност води до попадането му в бълнуваща двойственост.

### Машините
Джак Лондон внушава в романа серия от алюзии за работата на машините. Машините са тези, които правят ръцете на Лизи груби. За Идън редакторите на списанията работят като машина, която изпраща безкрай писма за отказ. Когато Идън работи в пералнята, той работи с машини, но се чувства бурмичка в една по-голяма машина. Пишещата машина Blickensdorfer на Идън става продължение на неговото тяло. Когато в крайна сметка той достига литературен успех, Лизи му казва: „Нещо грешно има в твоята мисловна машинка.“

### Индивидуализмът срещу социализма
Въпреки че Лондон е социалист, той „запълва“ полу-автобиографичния характер на Мартин Идън със силен индивидуализъм. Идън произхожда от низините на работническата класа, но търси самоусъвършенстване, а не подобряване на неговата класа като цяло. Цитирайки Ницше и Хърбърт Спенсър, той отхвърля „морала на роба“ на социализма, дори и на социалистически събрания. Независимо от това, Лондон подчертава, че именно индивидуализмът е това, което в крайна сметка води Идън до самоубийство. Той описва романа като притчата за един човек, който трябва да умре „не заради липсата му на вяра в Бог, а заради липсата на вяра в човека“.

## Творческа история
Когато Джак Лондон пише "Мартин Идън" на тридесет и три годишна възраст, той вече е получил международно признание за творбите си          "Дивото зове", "Морският вълк" и "Белият зъб". Лондон обаче бързо се разочарова от славата си и отплава към южната част на Тихия океан на самостоятелно проектиран кеч (малък ветроходен кораб), наименуван Shark (Акула). По време на изтощително двугодишно пътуване – борейки се с умората и чревни заболявания – той написва "Мартин Идън", запълвайки страниците му със своята неудовлетвореност, тийнейджърските боеве и стремежите към художествено признание. Образът на Рут Морз е моделиран по Мейбъл Епългарт – първата любов в живота на Лондон.
Героят Брисъндън е моделиран по образа на приятеля на Лондон от реалния живот и негово вдъхновение за писане Джордж Стърлинг. Като централна за сюжета, посмъртно успешната поема "Еднодневка" е базирана на капиталната творба на Стърлинг Вино от вълшебство.

## Алюзии заMartin Edenв други произведения
- В Пнин на Владимир Набоков, главният герой пита за Мартин Идън в книжарница, описвайки я като „знаменит труд на известния американски писател Джак Лондон“, но никой не е чувал за нея, а имат само екземпляр от Син на вълк. Пнин коментира: „Странно! Превратността на известността! В Русия, спомням си, всяко малко дете, пораснал човек, доктори, адвокати, всички го четат и препрочитат.“[7]
- Ред в песента на Том Уейтс – „Shiver Me Timbers“ от албума The Heart of Saturday Night казва: „Знам, че Мартин Идън би бил горд с мен“.
- Младият Нуудълс чете Мартин Идън във филма на Сержо Леоне Имало едно време в Америка.
- Крьогер (Кевин Клайн) дава назаем на Хелене (Сандрин Бонер) екземпляр от Мартин Идън във филма Кралица на играта (2009) от Керълайн Ботаро.
- В романа Обикновено сърце (2010) на Оливие Адам, разказвачът наругава своя потенциален съавтор за неговото „фалшиво излъчване на Мартин Идън“.
- В Това е добро за мен от Пер Питърсън, Audun казва, че Мартин Идън го е вдъхновил, за да стане писател.
- В The Lairds of Cromarty (Dedalus Press, 2012; original title, Les Maîtres de Glenmarkie, Gallimard, 2008) от Жан-Пиер Ол, на героя е даден екземпляр от Мартин Идън от неговия баща и открива друг, собственост на баща му в книжарница в Единбург[8] in which he finds employment.